# Walldagruppen
Walldagruppen var en svensk konstnärsgrupp som verkade mellan åren 1980 och 1984. Gruppen bestod av Eva Löfdahl, Max Book och Stig Sjölund  åren 1980 till 1983. Medlemmarna i gruppen ställde ut tillsammans samtidigt som de även ställde ut enskilt och i andra konstellationer. I juni 1983 anslöt sig Tomas Lidén och Ingvar Sjöberg, då de alla delade ateljé i Midsommarkransen.
Gruppen hävdade en inriktning på konsten "där uttryck och sub-estetiska aspekter inte fick underställas innehållet". Gruppen medverkade i vandringsutställningen Tänd mörkret.